# Koruška (austrijska savezna zemlja)
Koruška (njem. Kärnten, slo. Koroška) je najjužnija savezna zemlja Republike Austrije. Glavni grad Koruške je Celovac (njem. Klagenfurt). S površinom od 9.536 km² (oko 11,4% površine Austrije) Koruška je 5. po veličini od 9 saveznih država, a po broju stanovnika je na 6. mjestu. Graniči s drugim austrijskim saveznim zemljama Tirolom, Salzburgom i Štajerskom, a na jugu s Italijom i Slovenijom. Prema podacima iz 2017. godine, Koruška broji 561.077 stanovnika.
Koruška je najpoznatija po svojim planinskim krajolicima i jezerima. Zaštitnica Koruške je sv. Ema Krška.

## Administrativna podjela
Koruška je administrativno podijeljena na statutarne gradove i kotare.

### Statutarni gradovi
- Klagenfurt
- Villach

### Kotari
- Klagenfurt-Land[3]
- Feldkirchen
- Hermagor
- Sankt Veit an der Glan
- Spittal an der Drau
- Villach-Land
- Völkermarkt
- Wolfsberg

## Vanjske poveznice
- Službene stranice zemaljske Vlade Koruške  Arhivirana inačica izvorne stranice od 19. siječnja 2007. (Wayback Machine)

### Ostali projekti
|  | Zajednički poslužitelj ima stranicu o temi Koruška |